# Zebrene
Zebrene est une localité dans la région de Zemgale en Lettonie. Elle est située sur les rives de la Bērze à 30 km du centre de canton Dobele et à 93 km de Riga. Elle fait partie du Zebrenes pagasts dont elle est le centre administratif.
Le village s'est formé près de l'ancien domaine de Rengenhof et s’appelait Reņģi jusqu'à la fin des années 1920. Sous occupation soviétique lors de la campagne de collectivisation lancée par Staline, avec les agglomérations rurales des alentours, il est incorporé dans le sovkhoze Zebrene dont il hérite du nom.